# Guru Dhanapal
Guru Dhanapal (1959 - Coimbatore, 18 de abril de 2014) fue un director de cine indio, que trabajaba en el cine tamil.

## Carrera
En 1992, Guru Dhanapal hizo su debut como director con la película Unna Nenachen Pattu Padichen, que fue protagonizada por Karthik, Sasikala y Monisha en papeles principales. En la década de 1990, el director hizo una serie de la película protagonizada por Sathyaraj en el papel principal, logrando el éxito de taquilla con Thai Maaman (1994) después de lo cual hizo Maaman Magal (1995) y Periya Manushan (1997). Las tres películas fueron descritas como "comedia masala de rutina", y fueron filmadas en horarios muy rápidos. Colaboró con Jayaram dos veces en Periya Iddathu Mappilai (1997) y Raja Magal, que no llegaron a estrenarse, así como dirigir una porción de Suyamvaram (1999), que contó con un elenco de actores de la industria del cine tamil. Su aventura final fue la tan demorada Suyetchai MLA en 2006 con Sathyaraj.
Guru Dhanapal murió el 18 de abril de 2014 a la edad de 55 años en Coimbatore después de haber sido admitido en un hospital quejándose de dolores en el pecho.

## Filmografía
| Año  | Título                       | Elenco                     | Notas |
| ---- | ---------------------------- | -------------------------- | ----- |
| 1992 | Unna Nenachen Pattu Padichen | Karthik, Sasikala, Monisha |       |
| 1994 | Thai Maaman                  | Sathyaraj, Meena           |       |
| 1995 | Maaman Magal                 | Sathyaraj, Meena           |       |
| 1997 | Periya Idathu Mapillai       | Jayaram, Devayani, Manthra |       |
| 1997 | Periya Manushan              | Sathyaraj, Ravali          |       |
| 1999 | Suyamvaram                   | Sathyaraj, Karthik, Arjun  |       |
| 2006 | Suyetchai MLA                | Sathyaraj, Manthra         |       |